# Cyathea balanocarpa
Cyathea balanocarpa  es una especie de Cyatheales árboles helechos, nativos de Cuba, Jamaica, La Española. A pesar de su amplia distribución, es poco lo que se sabe de la especie. Es aparentemente de origen  híbrido. 
En el sudeste de Cuba se hibrida con Cyathea woodwardioides para formar el híbrido natural  Cyathea × boytelii. 